# 杀戮乡
《杀戮乡》是一部2012年的马来西亚电影，由达因·赛益（Dain Said）执导，怀沙·胡申、札希礼·阿晋、珀瑾·依布拉欣、博朗·帕拉雷、南农（Nam Ron）、万·汉那飞（Wam Hanafi Su）、阿米鲁·阿分迪（Amerul Affendi）等演员主演。这部电影以吉兰丹的甘榜布诺汉（Bunohan）为背景（“Bunohan”在马来语中同时也有“谋杀”、“杀戮”的意思），影片讲述在泰马边境的一个家庭因贪婪和嗔怒而最终导致父子相戮、手足相残的悲剧。

## 剧情
依涵（Ilham，怀沙·胡申饰演）奉命从泰国返回吉兰丹的家乡布诺汉追杀拳手茅草花（Bunga Lalang），回到家乡后，他发现茅草花原来是自己同父异母的弟弟阿狄（Adil，札希礼·阿晋饰演）。巴卡（Bakar，珀瑾·依布拉欣饰演）从吉隆坡回到家乡布诺汉，目的是要诱骗家中老父英伯（Pok Eng，万·汉那飞饰演）转让土地。可是，英伯坚持要把土地留给离家多年的幼子阿狄。茅草花阿狄对父亲存有怨恨，长年在泰南以打拳为生，在一次受伤后他也返回家乡，与同伴穆斯奇（Muski，阿米鲁·阿分迪饰演）一同寄住在拳击导师华伯（Pok Wah，南农饰演）的家。
为了夺取土地，巴卡联同地痞设计不公正的泰拳赛让阿迪参与。依涵发现亡母的墓地已被巴卡掘空，愤而展开报复；另一方面他开始对阿迪抱有同情，不忍下手杀害，可是泰南的黑帮手足丁（Deng，博朗·帕拉雷饰演）却要他尽快动手。三兄弟的命运纠缠不清，一步一步地走向悲惨的下场。

## 影展与奖项
在国内正式上映之前，《杀戮乡》曾参与国外多个电影节，包括多伦多国际电影节、加利福尼亚棕榈泉国际电影节和鹿特丹国际电影节等。2011年，这部电影在2011年金馬國際影展上获得亚洲影评人协会奖。在国内正式公映后，这部电影也获得影评人的赞赏。

## 外部衔接
- 互联网电影数据库（IMDb）的杀戮乡 （页面存档备份，存于）。
- 《杀戮乡》预告片，上载于Youtube。